# Naturdenkmal Viererlinde am Arnscheider Kreuz
Das Naturdenkmal Viererlinde am Arnscheider Kreuz mit vier Linden ist eine Mehrstockpflanzung mit einem Stammdurchmesser von 1,80 m bis 2,00 m und befindet sich südlich von Kirchveischede im Stadtgebiet von Lennestadt (Kreis Olpe) an der Wegekreuzung Arnscheider Kreuz. Die Bäume wurden 2020 durch den Kreistag des Kreises Olpe als Naturdenkmal (ND) mit dem Landschaftsplan Nr. 5 Rothaarvorhöhen zwischen Olpe und Altenhundem ausgewiesen.
Zum Reiz und dem Wert des ND führt der Landschaftsplan auf: „Neben der besonderen Eigenart der Viererlinde hat diese auch eine kulturhistorische Bedeutung. Sie diente in früheren Zeiten zur Orientierung und Kennzeichnung einer Wegekreuzung.“

## Schutzzweck
Die Ausweisung erfolgt laut Landschaftsplan: „Die Festsetzung erfolgt zur Erhaltung der Viererlinde aufgrund ihrer Eigenart und Schönheit sowie der kulturhistorischen Bedeutung.“